# Haus Circus 12 (Putbus)

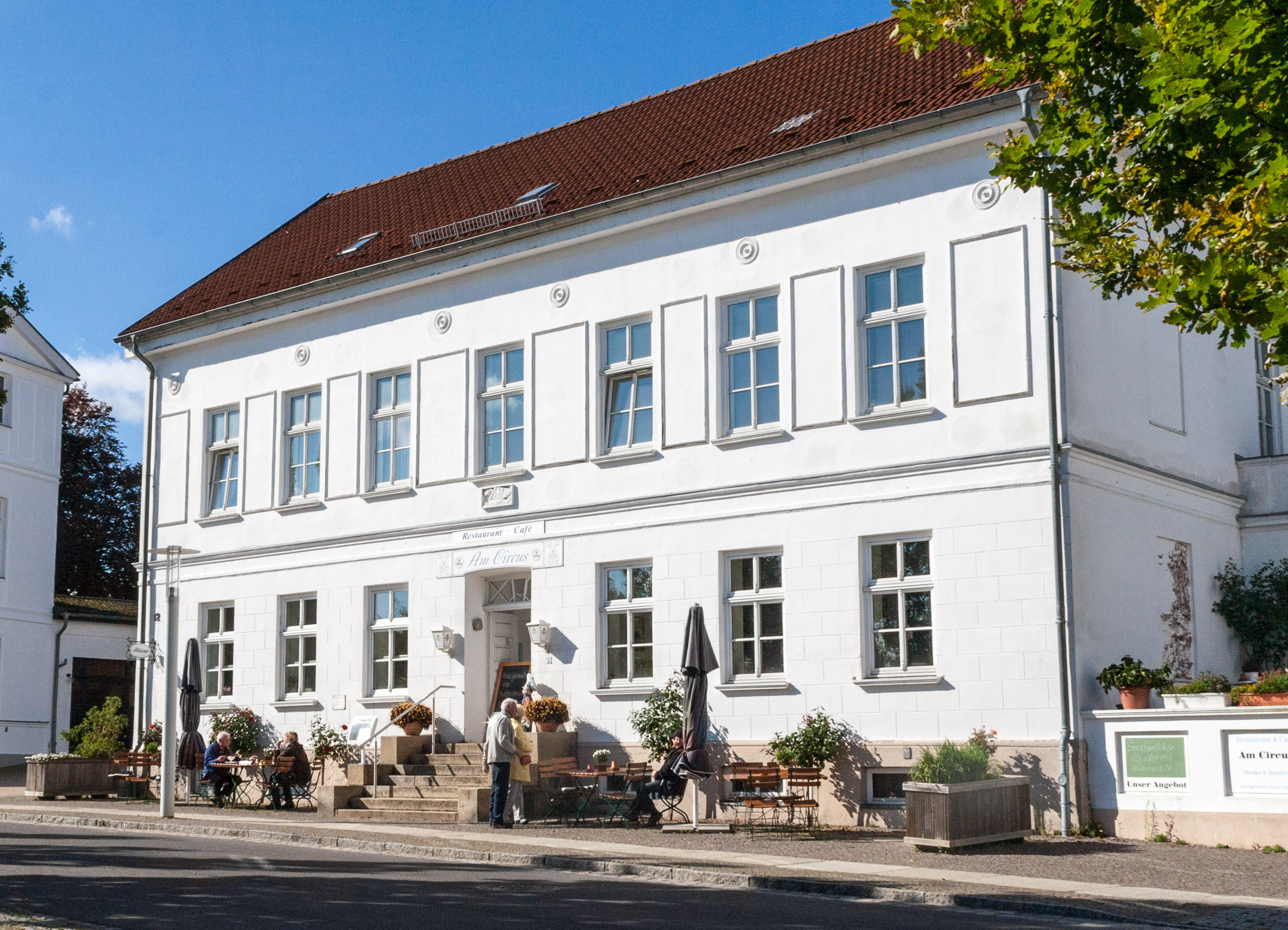

Das Haus Circus 12 in Putbus (Rügen, Mecklenburg-Vorpommern) stammt von etwa 1840. Es ist heute ein Wohnhaus und das Café-Restaurant Am Circus.
Das Gebäude steht unter Denkmalschutz.

## Geschichte

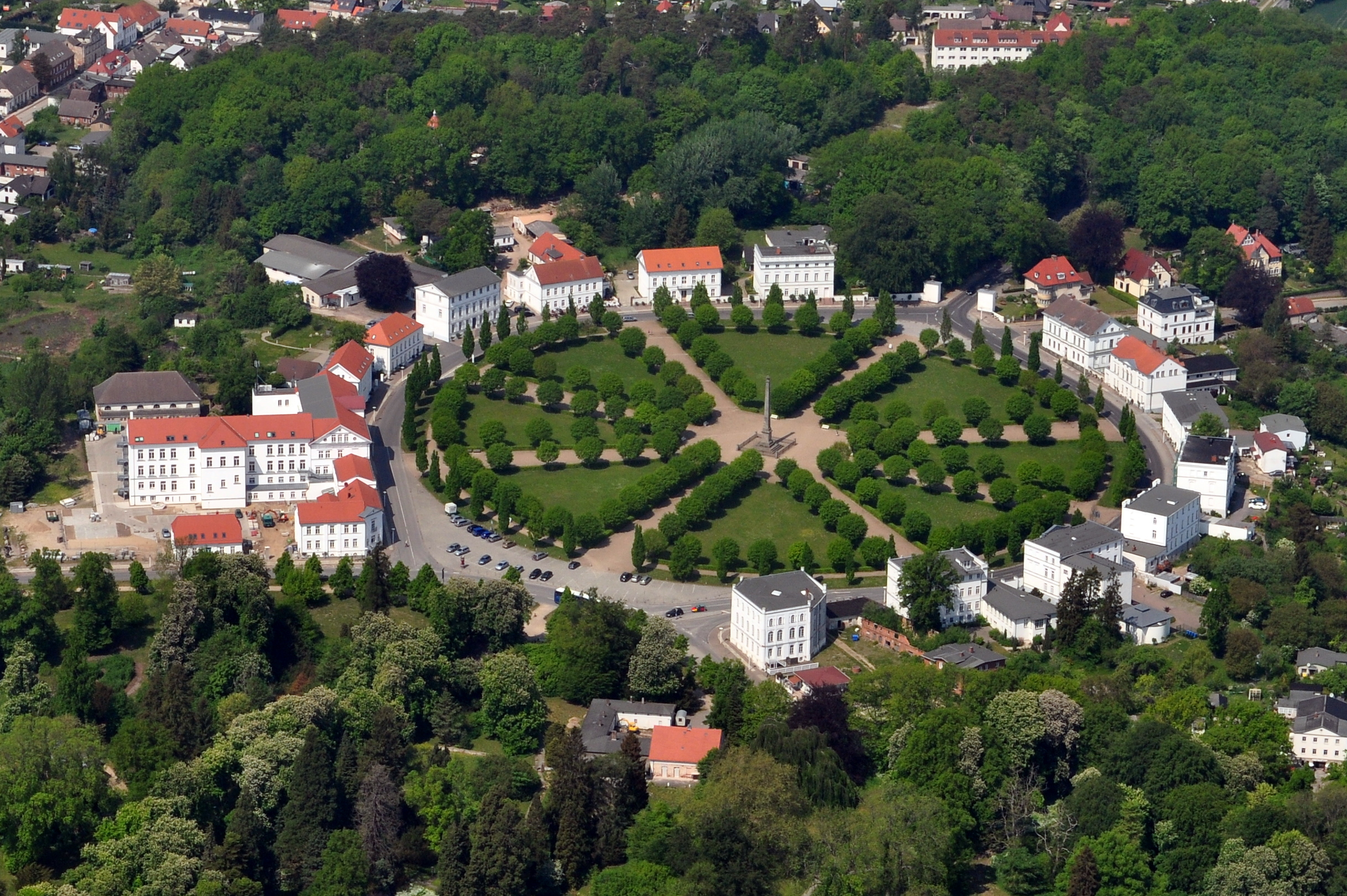
Der Cirkus: Nr. 12: Mitte links

Putbus mit 4435 Einwohnern (2019) wurde 1286 erstmals erwähnt. Als Residenzstadt auf Rügen wurde sie 1810 von Wilhelm Malte I. Fürst zu Putbus gegründet.
Das zweigeschossige siebenachsige verputzte klassizistische Haus mit dem Kraggesims, dem mittigen Portal und den Medaillons über den Obergeschossfenstern wurde um 1840 im Stil der Berliner Bauschule um Karl Friedrich Schinkel erstellt.
Das Wohn- und Gasthaus wurde im Rahmen der Städtebauförderung in den 1990er Jahren saniert.